# Vranová Lhota
Vranová Lhota (deutsch Braunölhütten) ist eine Gemeinde in Tschechien. Sie liegt 13 Kilometer südöstlich von Moravská Třebová und gehört zum Okres Svitavy.

## Geographie

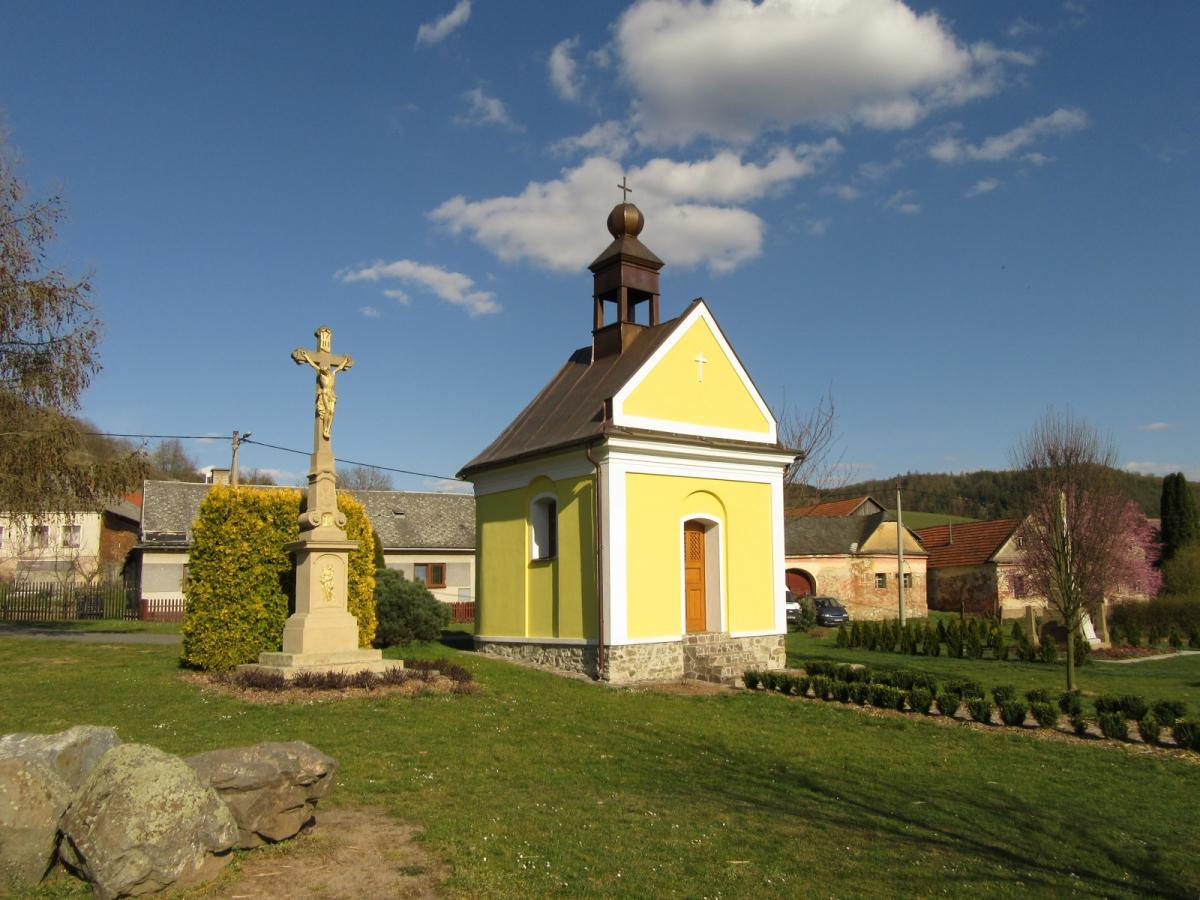
Vranové Lhota

Vranová Lhota befindet sich im Norden des Drahaner Berglandes am rechten Ufer des Flüsschens Třebůvka. Südlich erhebt sich der Sekorník (466 m), im Westen liegt der Jarovice (Jarowitzberg, 446 m).
Nachbarorte sind Vranová im Norden, Veselí, Pavlov und Radnice im Nordosten, Kluče, Bezděkov nad Třebůvkou und Kozov im Osten, Svojanov im Südosten, Hartinkov im Süden, Nová Roveň und Stará Roveň im Südwesten, Jarovice und Plechtinec im Westen sowie Hraničky im Nordwesten.

## Geschichte
Das Dorf wurde 1258 als New Bramow in einer Urkunde Ottokars II. Přemysl erstmals erwähnt und unterstand der Gerichtsbarkeit von Jevíčko. Zu dieser Zeit führte mit dem Strenitzer Landessteig eine bedeutsame Handelsverbindung durch das Tal der Třebůvka. In der ersten Hälfte des 14. Jahrhunderts errichteten die Herren von Boskowitz die Burg Vraní Hora, die 1351 zum Zentrum einer sieben umliegende Dörfer umfassenden Herrschaft erhoben wurde. Jan von Boskowitz erwarb Lhota im Jahre 1355. 1389 zerstörte Markgraf Jobst von Mähren die Burg und zog die Herrschaft ein. Er verpfändete die Herrschaft Vraní Hora an Heralt von Kunstadt, der ihm ab 1397 in den Fehden mit seinem Bruder Prokop ein Gefolgsmann war.
Nachfolgend wurde die Herrschaft u. a. an die Adelsfamilien von Busau, Wildenberg und Lhotský von Ptení verpfändet. Katharina von Busau ließ wahrscheinlich 1406 die Feste errichten. 1497 besaß Jiřík Lhotský von Ptení die Feste, gleichzeitig wurde die Burg Vraní Hora, die vermutlich während der Hussitenkriege vollständig ruiniert worden war, als wüst beschrieben. Auf der Fabriciusschen Karte von Mähren aus dem Jahre 1575 ist erstmals der deutsche Name Braunöhlhütten nachweisbar. Bis 1587 blieben die Lhotský von Ptení Besitzer von Lhota. 1597 erwarben die Drahanovský von Pěnčín den Besitz, den sie 1694 zusammen mit Roveň an Nikolaus Ferdinand Reiter von Hornbek verkauften. Von ihm erwarb 1698 Johann Adam I. Andreas von Liechtenstein Lhota. Anton Florian von Liechtenstein verkaufte Lhota 1716 an Wilhelm Albrecht Kolowrat von Liebstein auf Biskupice.
Lhota blieb bis zur Aufhebung der Patrimonialherrschaften im Jahre 1848 zur Herrschaft Biskupice zugehörig. Pauline Steinbrecher aus Mährisch Trübau ließ 1838 die 1825 erbaute Sägemühle durch eine Walke ersetzen. 1842 kaufte Fürst Hugo Karl Eduard Salm-Reifferscheidt die Walke. Seit der zweiten Hälfte des 16. Jahrhunderts wurde in Lhota Eisen geschmolzen. Hugo zu Salm-Reifferscheidt erwarb 1842 auch die Eisenhütte für seine Eisenwerke in Blansko und ließ einen Hochofen zur Verhütung des aus 17 Eisenschächten in der Umgebung gewonnenen Eisenerzes errichten. 1854 lebten in dem Dorf 469 Menschen. Nach ihrer Stilllegung im Jahre 1882 erfolgte 1901 der Umbau der früheren Eisenhütte in Braunöhlhütten zur Wollspinnerei Novotný. Diese wurde 1920 nach einem Brand als zweistöckige mechanische Weberei Chaimowitz & Kreisler wiederaufgebaut. 1930 stellte die Weberei den Betrieb ein. Weiterhin befand sich im Ort eine Brauerei, Mälzerei, Brennerei und eine Mühle.
Von 1850 an gehörte das Dorf zum Okres Moravská Třebová und kam nach der deutschen Besetzung 1939 zuerst zum Bezirk Boskowitz, 1941 dann zum Bezirk Littau. Nach dem Ende des Zweiten Weltkrieges kam Vranová Lhota zum Okres Moravská Třebová zurück und nach dessen Auflösung 1961 zum Okres Svitavy. Im Jahre 1900 hatte der Ort 405 Einwohner, 1930 waren es 410. Die Bevölkerung war überwiegend tschechisch, es bestand bis 1945 eine deutsche Minderheit. 1950 lebten in Vranová Lhota 308 Menschen. 1960 erfolgte die Eingemeindung von Vranová mit dessen Ortsteil Hraničky. Bedeutendstes Unternehmen ist Armaturka a.s.

## Gemeindegliederung
Für die Gemeinde Vranová Lhota sind keine Ortsteile ausgewiesen. Zu Vranová Lhota gehören die Ortslagen Vranová (Brauna), Hraničky (Granitscheck) und Jarovice (Jarowitz).

## Sehenswürdigkeiten
- Reste der Burg Vraní Hora, nordwestlich des Ortes an der Třebůvka
- Feste Vranová Lhota, das hinter der Kirche befindlich und im 15. Jahrhundert angelegte Bauwerk wurde 1698 zu einem Renaissanceschlösschen umgebaut. Derzeit ist das Gebäude ungenutzt und verfallen.
- Pfarrkirche St. Katharina
- Kapellen in Vranová und Hraničky